# Bajo el cielo e' Valledupar
Bajo el cielo e' Valledupar es un libro escrito por el escritor colombiano Julio Oñate Martínez sobre la historia detrás de algunas canciones de música vallenata. El libro tiene como anexo dos CD con las canciones interpretadas por Poncho Zuleta, Emilianito Zuleta, Almes Granados, Ildemaro Bolaños, Paqui Cotes, Iván Villazón, Saúl Lallemand, Abelito Villa, "Chema" Martínez, Alberto "Beto" Rada, Eliécer "Cheche" Rada, Nafer Durán, José Oñate, Fernando Rangel Molina, Rosendo Romero, Vicente Munive y Jorge Luis Ortiz.
El prólogo del libro fue escrito por el periodista colombiano Alberto Salcedo Ramos.

## Discografía
El libro incluye dos álbumes musicales:
CD 1
1. La herencia de Ricardo (Rafael Escalona): interpretada por Poncho Zuleta y Emilianito Zuleta; Los Hermanos Zuleta.
2. El pobre Migue (Rafael Escalona): interpretada por Liliana Genei y Almes Granados.
3. La negra (Alberto Murgas): interpretada por Alberto Murgas y Almes Granados.
4. El humanitario (Joselito Ospino): interpretada por Emilianito Zuleta.
5. Emma González (Julio Oñate Martínez): interpretada por "Parqui" Cotes e Ildemora Bolaño.
6. Indira (Emiliano Zuleta Díaz): interpretada por Emilianito Zuleta.
7. El Old Parr (Julio Oñate Martínez): interpretada por Iván Villazón y Saúl Lallemand.
8. La garra (Armando Zabaleta): interpretada por Abelito Villa y "Chema" Martínez.
9. Isabel Martínez (Antonio Llerena): interpretada por Jorge Luis Ortiz e Ildemaro Bolaño.
10. Noche sin luceros (Rosendo Romero): interpretada por Rosendo Romero y Emilianito Zuleta.
11. La gordita (Leandro Díaz): interpretada por José Oñate y Fernando Rangel Molina.
12. La callejera (Vicente Munive): interpretada por Vicente Munive.
13. Zunilda (Francisco "El Negro" Martínez): interpretada por Campo Elías López y Anuar García.
14. El estanquillo (Nafer Durán): interpretada por Nafer Durán.
15. El caballo liberal (Pacho Rada): interpretada por Pino Manco y "Pachito" Rada.
16. La varita e' caña (Rafael Camacho): interpretada por Eliécer "Cheche" Rada y "Beto" Rada.
17. Encuentro con el diablo (Camilo Namén): interpretada por Abelito Villa y "Chema" Martínez.

CD 2
1. La brasilera (Rafael Escalona): interpretada por Poncho Cotes Jr y Cocha Molina.
2. La diosa coronada (Leandro Díaz): interpretada por Poncho Cotes Jr y Julián Rojas.
3. Berta Caldera (Bienvenido Martínez): interpretada por Álvaro Cuello Blanchard y Miguel López.
4. La bogotana (Rafael Sánchez): interpretada por Ivo Díaz y Hugo Carlos Granados
5. El cachaquito (Miguel Yaneth): interpretada por Elías Rosado y Juan José Granados
6. El compa'e Chemo (Julio Herazo): interpretada por Franco Argüelles.
7. La ceiba de Villanueva (Rafael Escalona): interpretada por Marta Solano y José María "Chema" Ramos.
8. Los caminos de la vida (Omar Geles): interpretada por Jenny Cabello y Julián Rojas.
9. Los altares (Calixto Ochoa): interpretada por Carlos Lleras Araújo y Almes Granados.
10. Cabeza de hacha (Cristino Tapias): interpretada por Marisabel y José María "Chema" Ramos.
11. Los maestros (Hernando Marín): interpretada por Elías Rosado y Gregorio "Goyo" Oviedo.
12. El cordobés (Adolfo Pacheco): interpretada por Miguel Anillo y Felipe Paternina.
13. La muerte de Abel Antonio (Abel Antonio Villa): interpretada por Álvaro Cuello Blanchard y Roland Pinedo.
14. Cuando el tigre está en la cueva (Juan Muñoz): interpretada por Ivo Díaz y Julián Rojas.
15. Manguito biche (Edilberto Daza): interpretada por Fredy Peralta y "Goyo" Oviedo.
16. El gavilán de El Paraiso (Luis Enrique Martínez Argote): interpretada por Gustavo Bula y Rubén Orozco.
17. Los campanales (Rafael Enrique Daza): interpretada por Carlos Lleras Araújo y Franco Argüelles.